# Gheorghe Vrânceanu
Gheorghe Vrânceanu (Lipova, 30 de junho de 1900 — Bucareste, 27 de abril de 1979) foi um matemático romeno.
Estudou matemática na Universidade de Iaşi, de 1919 a 1922. Em 1923 foi estudar na Universidade de Göttingen, onde foi aluno de David Hilbert. Foi depois para a Universidade La Sapienza, onde obteve o doutorado sob orientação de Tullio Levi-Civita, em 5 de novembro de 1924.
Vrânceanu retornou para Iaşi, sendo indicado "lecturer" na universidade. Em 1927-1928 recebeu uma bolsa de estudos da Fundação Rockefeller, para estudar na França e nos Estados Unidos. Em 1929 retornou à Romênia, sendo indicado professor na Universidade Chernivtsi. Em 1939 mudou para a Universidade de Bucareste, onde foi chefe do Departamento de Geometria e Topologia em 1948. Aposentou-se em 1970.
Durante sua carreira publicou mais de 300 artigos.
Foi eleito para a Academia Romena como membro correspondente em 1946, e membro efetivo em 1955. A partir de 1964 foi presidente da seção de matemática da academia.